# سمپوزیوم سرطان پستان سن آنتونیو
سمپوزیوم سرطان سینه سن آنتونیو (به انگلیسی: San Antonio Breast Cancer Symposium) با مخفف SABCS تأسیس ۱۹۷۸، نام یک گردهمایی بین‌المللی سالیانه است که در آمریکا برگزار می‌شود. موضوع سمپوزیوم سرطان سینه از ابعاد مختلف است، و گردهمایی در مرکز کنوانسیون هنری بی. گنزالس در جوار ریور واک سن آنتونیو برگزار می‌گردد.
این گردهمایی مهمترین و بزرگترین گردهمایی در زمینه سرطان سینه جهان است، بطوریکه در سال ۲۰۰۹ نزدیک به ۹۰۰۰ متخصص سرطان سینه را از ۹۷ کشور جهان ثبت نام نمود.
برگزار کنندگان این سمپوزیوم علمی کالج پزشکی بیلور، مرکز تحقیقات و درمان سرطان (دانشگاه تگزاس)، و انجمن پژوهش سرطان آمریکا هستند.